# Guayrá
La región del Guayrá, el territorio del Guayrá, la «Provincia de la Guayra» o bien, la tenencia de gobierno del Guayrá desde el 14 de octubre de 1575, fue una extensa región geográfica conquistada por los españoles en 1554 con la fundación de la «Villa de Ontiveros», en el oriente de la entonces tenencia de gobierno general de Asunción que a su vez estaba ubicada en el nordeste de la gobernación del Río de la Plata y del Paraguay, hasta su fáctica división en 1618, por lo que el Guayrá quedaba incluido en la nueva gobernación del Paraguay, y que en su conjunto formaban parte del gran Virreinato del Perú, y por ende, del Imperio español.
Su definitivo abandono por fuerzas españolas fue en 1638, debido a las continuas malocas de los bandeirantes, ya que se había dejado de tener en cuenta el antiguo Tratado de Tordesillas debido a una unión dinástica de los reinos de España y Portugal, con el monarca Felipe II de Habsburgo. 
El 15 de diciembre de 1640 el Duque de Braganza sería proclamado como el rey Juan IV de Portugal, por lo cual provocó el inicio de la Guerra de Restauración que terminó con la unión personal hispano-lusitana de Felipe IV de España y III de Portugal, provocando mayor inestabilidad en esta región litigiosa del Guayrá, en donde los portugueses venían ocupando el litoral marítimo desde 1578, con un caserío y la capilla Nossa Senhora do Rosário que derivó en un pueblo, y luego de la extracción de oro, se elevó al título de villa de Paranaguá en 1648. También fundarían, más hacia el interior, el pueblo de Nossa Senhora da Luz e Bom Jesús dos Pinhais en 1630, elevada a villa en 1693 con el nombre de Curitiba. 
Posteriormente, con el Tratado de Madrid de 1750 se reconoció como portugueses los territorios del Guayrá, por lo cual pasaría a conformar definitivamente el Virreinato del Brasil, al reino luso-brasileño y al Reino Unido de Portugal, Brasil y Algarve. Al independizarse formó parte del Imperio del Brasil y actualmente integra el estado federativo brasileño de Paraná.

## Toponimia
La palabra Guayrá proviene del nombre de un cacique de la zona llamado Guayrá o Guayracá. La Pinería se debe a que gran parte del territorio se encontraba cubierta de "pinos Paraná" o "curý" (Araucaria angustifolia); también se le dio –aunque más difusamente– el nombre de País de los Guayanas o Territorio de los Guayanas, que no debe confundirse con el territorio llamado Guayana en el norte de América del Sur, los "guayanas" de la región eran una etnia que parece haber tenido alguna mixogénesis con los españoles a partir de los primeros viajes de descubrimiento y, sobre todo tras la fundación de San Francisco de Mbiaza en las costas del Atlántico.

## Límites
Los límites del Guayrá eran por el sur el río Iguazú, al oeste el río Paraná, al este la línea del Tratado de Tordesillas  que la separaba del Brasil junto con la costa del Océano Atlántico y al norte el río Tiete (o Añemby, río que separaba a los guaraníes de los tupíes). El ámbito de acción jesuita se desarrolló en el territorio más reducido entre los ríos Paraná, Iguazú, Tibají (o Tibajiva, que era el límite efectivo con los portugueses) y Paranapanema.

## Principales características geográficas
La región, en su mayor parte una meseta con varias sierras como la de Paranapiacaba estaba cubierta por una densa selva y, sobre todo –dado el clima bastante templado en la mayor parte del territorio por la altitud media y el régimen de vientos– bosques de la conífera llamada curý entre esos bosques y selvas se encontraban zonas de mata baja o sino de pastizales llamadas campos; el territorio está surcado por muchos cursos de agua como los ya citados Paraná, Tiete, Iguazú (o "Río Grande de Curytiba"), Paranapané, Ivaí, Tibagy, Piquiry, Pirapó, Yapó etc.

## Historia

### Indígenas
Antes de la llegada de los europeos el territorio había estado poblado por la etnia llamada Kaigang que suele ser adscripta al conjunto Ye, sin embargo cuando se estaba realizando la primera irrupción europea ya estaba muy consolidada (con hostilidades mediante) la presencia Avá (o Guaraní) que resultó hegemónica al poseer una agricultura más desarrollada y con la misma una demografía y cultura material más evolucionada que la de los Kaigang; sin embargo el conflicto interétnico fue acicateado tras la presencia de los portugueses quienes hicieron una alianza expansiva –a costas de territorios Kaigang y guaraníes– con otro pueblo amazónido muy relacionado con los guaraníes pero en ancestral guerra contra ellos: los Tupíes. Los Tupíes aliados con los portugueses contra los Avá o Guaraníes, e incluso contra los Kaigang, invadieron muy violentamente estos territorios desde fines del siglo XVII.

### Descubrimiento europeo
En 1522 Alejo García atravesó la región. En 1537 Domingo Martínez de Irala recorrió el valle del río Paraná. El límite sur del Guayrá fue explorado por el adelantado Álvar Núñez Cabeza de Vaca, quien partiendo desde la isla de Santa Catarina descubrió los Saltos del Guairá y llegó a Asunción el 1 de marzo de 1542. En 1551 Diego de Sanabria realizó el mismo recorrido desde San Francisco de Mbiaza (Mbiaza –o "salida"–  era el nombre de la zona costera de la Guayrá).

### Poblaciones españolas
La villa (con el significado usado entonces de ciudad) de Ontiveros fue fundada por el capitán García Rodríguez de Vergara por orden de Domingo Martínez de Irala en 1554 en la margen izquierda del río Paraná, entre los ríos Iguazú y Piquirí en el actual noroeste del Estado de Paraná, unos 50 kilómetros al norte del Salto del Guairá, en tierras del cacique Canendiyú, con el objeto de servir como enlace con el Brasil. 
La Ciudad Real del Guayrá fue fundada en 1556 por el capitán Ruy Díaz de Melgarejo en la margen izquierda del río Paraná, sobre la desembocadura del Piquiry a 3 leguas de Ontiveros, en las inmediaciones de la actual ciudad de Maringá. Fueron trasladados allí los pobladores de la abandonada Villa Ontiveros.
La Villa Rica del Espíritu Santo (Villa Rica del Spírictu Santo) fue la más oriental de todas ellas. Fundada por Ruy Díaz de Melgarejo en 1570, estando activa hasta 1622, cuando los bandeirantes paulistas la desalojaron.

## Tenencia de gobierno del Guayrá
Ruy Díaz de Melgarejo fundó Villa Rica del Espíritu Santo el 14 de mayo de 1570, a 350 km al este de los saltos del Guairá y 60 leguas de Ciudad Real –en el actual municipio brasileño de Nova Cantu– y en 1575 fue trasladada por Ruy Díaz de Guzmán a la confluencia de los ríos Corumbataí e Ivaí (actual municipio brasileño de Fênix).
El día 14 de octubre de 1575, se separaría de la jurisdicción de Asunción para formar la nueva tenencia de gobierno del Guayrá que comprendía también la región de Itatín, hasta su separación en una nueva entidad administrativa llamada Santiago de Jerez, el 13 de enero de 1596.

### Misiones jesuíticas
Aprovechando los bosques densos y las selvas, la región de la Guayrá hacia principios del siglo XVII se había convertido en un lugar de refugio de los guaraníes que huían de los encomenderos del Paraguay y de los esclavistas portugueses quienes aprovechando el período de la unión dinástica aeque principaliter de Portugal y Castilla, traspasaban la línea de Tordesillas en busca de oro y de esclavos para las plantaciones de caña de azúcar en la Capitanía de San Vicente.
Los jesuitas Manuel Ortega y Tomás Fields, conocedores del idioma tupí, similar al guaraní, por haber predicado antes en el Brasil, se dirigieron a explorar el Guayrá y luego se establecieron en Villa Rica del Espíritu Santo en 1588. En 1593 exploraron la región los jesuitas Juan Saloni y Marcial Lorenzana, pero poco después la misión del Guayrá fue abandonada y los jesuitas se trasladaron al Tucumán.
Luego los jesuitas fueron dirigidos a zonas más alejadas de Asunción, una Real Cédula del 16 de marzo de 1608 ordenó al gobernador paraguayo Hernando Arias de Saavedra –Hernandarias– para que los jesuitas se dirigieran al Paraná, al Guayrá y a la región de los guaycurúes en donde los indígenas quedarían eximidos del servicio de la encomienda.
Los sacerdotes jesuitas José Cataldino y Simón Mazeta salieron de Asunción el 8 de diciembre de 1609 enviados por el obispo Lizárraga y por el gobernador Hernandarias con instrucciones del provincial jesuita Diego de Torres Bollo para apostolar en el Guayrá. Estos padres fundaron las reducciones de Nuestra Señora de Loreto y San Ignacio Miní (I) en 1610 a orillas del río Paranapanema, junto al Pirapó la primera y en la zona llamada Itambaracá la segunda.
En 1612 fueron enviados al Guayrá los sacerdotes Antonio Ruiz de Montoya y Antonio de Moranta, quien se enfermó y regresó a Asunción desde Mbaracayú. Ruiz de Montoya continuó hacia el Guayrá y luego se le unió el sacerdote Martín Xavier Urtaner (o Urtazu). En 1622 Ruiz de Montoya fue designado Superior de la Misión del Guayrá como sucesor de Cataldino.
Entre 1622 y 1628 los jesuitas fundaron once reducciones más en el Guayrá. Instaladas en el valle del Paranapanema estaba las reducciones de Nuestra Señora de Loreto y San Ignacio. En el valle del Tibagy estaban San José, San Francisco Xavier, Encarnación y San Miguel. En las márgenes del Ivaí estaban Jesús María, San Antonio y San Pablo y en el río Corumbatai estaban Santo Tomé y Siete Arcángeles. En las cabeceras del río Piquirí se hallaban San Pedro y Concepción y en el medio Piquirí la ermita de Nuestra Señora de Copacabana.
Así, además de las ciudades "blancas" de Ontiveros, Ciudad Real del Guayrá y Villa Rica del Espíritu Santo, existieron las siguientes reducciones o "pueblos de indios" en soberanía española y con administración misional de los jesuitas:
A orillas del río Paranapanema:
- Nuestra Señora de Loreto del Pirapó (1610)
- San Ignacio Miní (I) (1612)

A orillas del río Tibagí y sus afluentes:
- San Francisco Javier –en grafía arcaica San Francisco Xavier– (1622)
- Nuestra Señora de la Encarnación (1625)
- San José (1626)
- San Miguel (1627)

A orillas del río Ivaí:
- Siete Arcángeles (1627)
- San Pablo del Ivagy (1627)
- Santo Tomé (1628)

A orillas del río Piquirí:
- Jesús María de Guaraverá (1628)
- San Pedro de los Pinares (1627)
- Nuestra Señora de la Concepción (1627)

### Invasión portuguesa
A partir de 1627 comenzaron los ataques de los bandeirantes en busca de los indígenas no reducidos en la zona del Guayrá y desde 1629 atacaron también las reducciones. En 1628 los bandeirantes Antonio Raposo Tavares y Manoel Preto, construyeron un fuerte en la margen izquierda del Tibagí. Los indígenas sobrevivientes concentrados en las dos únicas reducciones que permanecían sin atacar (Loreto y San Ignacio Miní), a fines de 1631, siendo dirigidos por el padre Antonio Ruiz de Montoya protagonizaron el éxodo guayreño, en el que 12 mil indígenas en 700 balsas viajaron río abajo por el Paranapanema y luego por el Paraná. Cerca del Salto del Guayrá los encomenderos de Ciudad Real intentaron impedir la expedición, pero debieron desistir, los indígenas atravesaron por tierra los saltos del Guayrá en donde perdieron gran parte de sus embarcaciones y allí se les unieron 2000 guaraníes provenientes de las reducciones del Tayaoba dirigidos por el padre Pedro Espinosa. Tras grandes penurias divididos en grupos que avanzaron por tierra y por el río, lograron llegar a las reducciones de Natividad del Acaray y Santa María del Iguazú en donde recibieron auxilios para continuar luego por el Paraná hasta que en marzo de 1632 refundaron San Ignacio Miní y Nuestra Señora de Loreto a orillas del arroyo Yabebirí. Sólo lograron llegar 4000 guaraníes. 
Los bandeirantes atacaron en 1631 y 1632 las villas de Ciudad Real del Guayrá y Villa Rica del Espíritu Santo. Villa Rica fue sitiada por tres meses en 1632 y luego se trasladó al occidente del río Paraná y en 1682 al centro del Paraguay actual. Finalmente en 1638 fue arrasada Ciudad Real del Guayrá terminando el dominio español en el Guayrá.
El avance sistemático de los bandeirantes paulistas por el este y la pasividad de las autoridades españolas metropolitanas debido a que trataban de evitar conflictos dentro de la unión dinástica aeque principaliter con los demás reinos españoles, obligó a los españoles del Guayrá a replegarse a la margen derecha del río Paraná, mudando sus villas.

## Territorio portugués del Guayrá
En 1750, el Tratado de Madrid de límites entre España y Portugal, al abolir la línea del Tratado de Tordesillas, reconoció como portugueses los territorios del Guayrá. 

Artículo V: Subirá desde la boca del Ibicuí, por las aguas del Uruguay, hasta encontrar la del río Pepirí o Pequirí, que desagua en el Uruguay por su ribera occidental; y continuará, aguas arriba del Pepirí, hasta su origen principal, desde el cual seguirá por lo más alto del terreno, hasta la cabecera principal del río más vecino, que desemboca en el grande de Curitibá, que por otro nombre llaman Iguazú; por las aguas de dicho río, más vecino del origen del Pepirí, y después, por las del Iguazú, o Río Grande de Curitibá, continuará la raya hasta donde el mismo Iguazú desemboca en el Paraná por su ribera oriental y desde esta boca seguirá, aguas arriba del Paraná, hasta donde se le junta el río Igurey, y por su ribera occidental.

## Consolidación brasileña
Durante la ocupación portuguesa y durante gran parte de la historia brasileña del siglo XIX La Guayrá fue parte de la provincia de São Paulo, luego tras 1853 pasó en su casi totalidad a formar la entonces provincia de Paraná. 
La ocupación brasileña de la región del Guayrá se concretó en 1870 al finalizar la Guerra de la Triple Alianza, siendo luego bautizado con el nombre de Departamento de Guairá el pequeño departamento ubicado en el centro del Paraguay Oriental a donde fue trasladada Villa Rica del Espíritu Santo, en un territorio que no estaba incluido en el Guayrá original. La consolidación brasileña no se concretó sino en las primeras décadas del siglo XX cuando quedaron fijados los actuales límites con Argentina y cuando concluyó la guerra del Contestado.

## Tenientes de gobernador del Guayrá
- Ruy Díaz Melgarejo (desde el 14 de octubre de 1575).[2]
- Antonio de Añasco (desde el 15 de marzo de 1585).[2][5]
- Ruy Díaz de Guzmán (desde el 3 de enero de 1594).[6]
- Pedro Sánchez de Valderrama (desde el 12 de enero de 1596).